# Gamevoice
GameVoice (auch Game Voice) ist eine proprietäre Sprachkonferenzsoftware von Microsoft, die den Benutzern ermöglicht, über das Internet oder ein LAN miteinander zu reden. Es wurde für die Nutzung in Online-Spielen optimiert und kommt daher mit geringer Prozessorauslastung und Datentransferrate aus. GameVoice basiert auf der mittlerweile eingestellten Software Battlecom von ShadowFactor.

## Versionen
- GameVoice Pro enthält ein Hardware-Bedienelement. Dieses verfügt über sechs Tasten zur direkten Auswahl einzelner Gesprächspartner oder hinterlegter Teams. Über eine weitere Taste kann die Spracherkennung aktiviert werden, mit welcher Makros/Aktionen aufgerufen bzw. ausgelöst werden können. Zusätzlich ist ein Umschalter für die Tonausgabe zwischen Lautsprecher/Headset (nur Stereo), sowie eine Lautstärkenregelung und Mikrofon Stummschaltung für das Headset vorhanden. Ursprünglich wurde Gamevoice Pro als Bundle mit einem Headset ausgeliefert (Baugleich; Plantronics DSP-300)
- Gamevoice Shareware ist ohne Hardware lauffähig, im Umfang aber stark eingeschränkt. Das Produkt wird von Microsoft nicht mehr weiterentwickelt oder unterstützt.

In beiden Versionen konnten Kontakte aus den damaligen MSN Versionen integriert werden, um direkte Verbindungen aufzubauen, ohne vorherigen Austausch der IP-Adressen.
Das GameVoice-Protokoll ist nicht offengelegt und ist mit heute gebräuchlicher IP-Telefonie oder anderen Sprachkonferenzsoftware-Produkten inkompatibel. Die aktuelle (und letzte) Version ist 1.5 und ist offiziell kompatibel zu Windows 98, ME und 2000.